# Peleg Yerushalmi

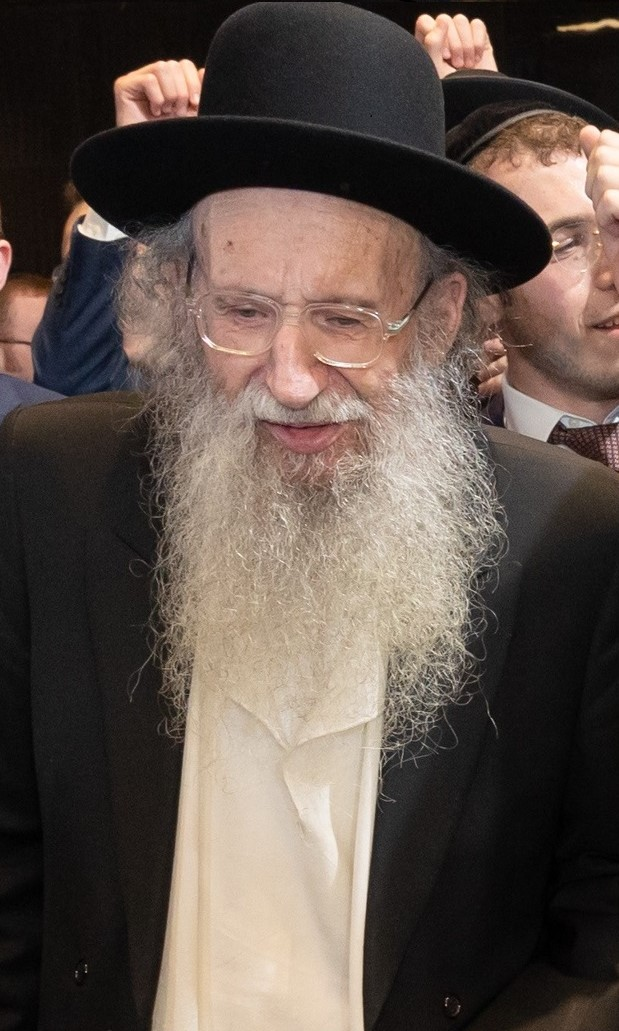
Gründer Shmuel Auerbach

Peleg Yerushalmi (hebräisch הפלג הירושלמי), die „Jerusalemer Fraktion“, ist eine ultraorthodoxe politische Bewegung in Israel, die sich gegen die Wehrpflicht für Haredi-Juden einsetzt. Die Bewegung wurde 2012 von Rabbi Shmuel Auerbach gegründet. Sie entstand als Reaktion auf die als zu gemäßigt empfundene Haltung der Partei Degel HaTorah zur Wehrpflicht. Peleg Yerushalmi verfolgt eine strikte Ablehnung jeglicher militärischer Verpflichtung für Jeschiwa-Studenten und setzt sich für deren vollständige Befreiung ein.

## Geschichte
Die Haltung der Haredi-Gemeinschaft gegenüber der Außenwelt wurde in der Vergangenheit von den Meinungen ihrer Gedolim (wörtlich: „Große“, rabbinische Führer) bestimmt, die durch ihre Da'as Tora einen Konsens herstellen konnten. Der Tod von Yosef Shalom Elyashiv im Jahr 2012 führte zu einem Machtkampf zwischen seinen Nachfolgern Aharon Leib Shteinman und Shmuel Auerbach im Zusammenhang mit der Kontroverse um den Gesetzesentwurf zur Wehrpflicht, wobei Sheitman einen gemäßigteren Ansatz vertrat, während Auerbach eine radikale Haltung einnahm. Am Ende setzte sich Shteinmans Führung durch, was dazu führte, dass Auerbach die Peleg Yarushalmi als Protestbewegung gründete. Nach dem Tod des Gründers Shmuel Auerbach am 24. Februar 2018 kam eine Gruppe von zwölf Rabbinern, die sich Rat der Weisen der Tora-Welt nannten, in Auerbachs ehemaligem Haus zusammen, um die Zukunft der Peleg Yarushalmi zu planen. Insbesondere zwei Schüler des Parteigründers von Degel haTora, Elazar Schach,  Tzvi Friedman aus Bnei Brak und Baruch Shmuel Deutsch von der Kol-Torah-Jeschiwa, schienen die gemeinsame Entscheidungsverantwortung für die Gruppe übernommen zu haben. Yisrael Yitzchak Kalmanovitz und Ezriel Auerbach (Bruder von Shmuel) dienten als ideologische Führer.

## Wichtige Persönlichkeiten
Die Bewegung wird von mehreren bekannten Rabbinern geleitet, darunter:
- Rabbi Shmuel Auerbach (1931–2018) – Gründer und spiritueller Führer der Bewegung, bekannt für seine kompromisslose Haltung zur Wehrpflicht.[6][7] Er vereinte ca. 35.000 Anhänger hinter sich.[8][9]
- Rabbi Asher Deutsch (1946–2025) – eine Schlüsselfigur innerhalb der Bewegung, der eine harte Linie verfolgte und Proteste organisierte zur Wehrpflichtverweigerung.[10]
- Tzvi Friedman, Führer von Peleg Yerushalmi seit 2025.[11]

Viele prominente Mitglieder der Haredi-Gemeinschaft unterstützen die Bewegung oder haben indirekten Einfluss darauf.

## Geschichte und zentrale Ereignisse
Peleg Yerushalmi ist bekannt für ihren zivilen Ungehorsam und regelmäßige Straßenproteste, die oft zu Festnahmen und Verkehrsbehinderungen führen. Zu den wichtigsten Ereignissen gehören: 
Proteste gegen die Wehrpflicht
Die Bewegung mobilisiert regelmäßig hunderte Anhänger, um zentrale Verkehrswege zu blockieren. Solche Proteste finden insbesondere in Jerusalem, Bnei Brak und anderen Städten mit großer ultraorthodoxer Bevölkerung statt.
Tal-Gesetz und politische Debatten
Die Gruppe wurde besonders aktiv nach dem Auslaufen des Tal-Gesetzes, das es ultraorthodoxen Männern erlaubte, den Wehrdienst zu umgehen. Die neuen gesetzlichen Regelungen führten dazu, dass auch Peleg Yerushalmi in den Fokus der politischen Diskussionen rückte. 
Wichtige Demonstrationen mit Einfluss auf den Personenverkehr
- März 2024 – Hunderte Demonstranten blockierten eine Hauptverkehrsstraße nahe Bnei Brak, um gegen die Einberufung von Jeschiwa-Studenten zu protestieren. Die Polizei entfernte Demonstranten gewaltsam, um den Verkehr wieder freizugeben.

Regelmäßige Straßenblockaden
Besonders in Jerusalem und Bnei Brak organisiert Peleg Yerushalmi zahlreiche Proteste, die oft das öffentliche Leben und den Personenverkehr erheblich stören.
Internationale Aufmerksamkeit
Diese Proteste haben nicht nur den Verkehr in Israel lahmgelegt, sondern auch politische Debatten über die Wehrpflicht und die Sonderregelungen für ultraorthodoxe Männer verstärkt.

## Politische Aktivitäten und Medienpräsenz
Peleg Yerushalmi besitzt eine eigene Zeitung namens Hapeles, die ihre Ansichten und Aktivitäten dokumentiert. Außerdem existiert eine politische Partei namens Bnei Torah, die in Stadtverwaltungen wie Jerusalem und Bnei Brak vertreten ist.